# Cassida yoshimotoi
Cassida yoshimotoi es una especie de coleóptero de la familia Chrysomelidae descrita científicamente en 1997 por Kimoto.